# Grand-Fort-Philippe
Grand-Fort-Philippe – miejscowość i gmina we Francji, w regionie Hauts-de-France, w departamencie Nord.
Według danych na rok 1990 gminę zamieszkiwało 6477 osób, a gęstość zaludnienia wynosiła 2069 osób/km² (wśród 1549 gmin regionu Nord-Pas-de-Calais Grand-Fort-Philippe plasuje się na 134. miejscu pod względem liczby ludności, natomiast pod względem powierzchni na miejscu 834.).